# Дерибас, Андрей Терентьевич
Андрей Терентьевич Дерибас (1908 — 1986) — деятель железнодорожного транспорта СССР, генерал-директор 3-го ранга, лауреат премии Совета Министров СССР, кандидат наук (1963).

## Биография
В 1930 окончил железнодорожное отделение Московского института народного хозяйства имени Г. В. Плеханова. В составе группы выпускников был направлен на Дальний Восток, в Хабаровск, во вновь организованное управление по техническим изысканиям и постройке новых железнодорожных линий. Стал работать начальником отдела экономических изысканий и проектирования железных дорог на Сахалине и материке.
В 1932 переведён в Иркутск в главное управление железных дорог на Дальнем Востоке и Восточной Сибири, но вскоре откомандирован в Москву в распоряжение НКПС. Работал в аппарате наркомата на различных должностях до 1937, сначала в секретариате заместителя наркома, а с приходом Л. М. Кагановича в отчётно-информационной группе начальником части, затем заместителем начальника группы, старшим инспектором.
После репрессирования отца был откомандирован в управление Туркестано-Сибирской магистрали. Работал в должности заместителя начальника грузовой службы Управления Туркестано-Сибирской железной дороги. Награждён почётной грамотой Верховного Совета Казахской ССР, а также медалью «За трудовое отличие» (05.11.1940, «в связи с 20-летним юбилеем Казахской ССР, за достижения в развитии промышленности, сельского хозяйства, науки и искусства»).
В 1944 вернулся в Москву на работу в Министерство путей сообщения СССР. При организации в 1948 главного коммерческого управления назначен первым заместителем начальника этого управления. В декабре 1950 по инициативе И. А. Иванова, бывшего тогда директором ЦНИИ МПС, перешёл на работу в институт, где возглавил  только что созданное здесь отделение промышленного  транспорта. В 1958 возглавил созданное в институте отделение грузовой работы, руководителем которого оставался до ухода на пенсию в 1984.
Под руководством А. Т. Дерибаса были разработаны научные основы контейнерной транспортной системы СССР. В связи с интенсивным развитием таких перевозок в международном сообщении работал в международных организациях СЭВ и ОСЖД. Принимал участие в работе технического комитета «Грузовые контейнеры» ИСО. Под его руководством и при его непосредственном участии были разработаны научно-методические основы концентрации грузовых операций на местах общего пользования станций, что обеспечило выполнение грузовых операций на меньшем числе опорных станций, превращённых в механизированные комплексы погрузочно-разгрузочныхработ. Уделял внимание созданию и развитию единых технологических процессов основных предприятий грузового хозяйства. Опубликовал более 60 печатных работ, в том числе монографии «Промышленный транспорт», «Контейнерная транспортная система», а также многократно переизданный учебник для студентов транспортных вузов «Организация грузовой и коммерческой работы на железнодорожном транспорте». Некоторые написанные им книги изданы за рубежом. Под его научным руководством подготовили и успешно защитили кандидатские диссертации работники грузовых служб Северо-Кавказской, Северной и Московской железных дорог. Являлся председателем секций научного совета по транспорту Государственного комитета Совета министров СССР по науке и технике и Межведомственной комиссии по проблемам складского хозяйства в Госснабе СССР, заместителем руководителя Координационного центра по проблемам контейнерной транспортной системы стран — членов СЭВ, членом ряда учёных советов.

## Публикации
- Дерибас А. Т., Повороженко В. В., Смехов А. А. Организация грузовой и коммерческой работы на железнодорожном транспорте : учебник для студентов вузов железнодорожного транспорта. - 4-е изд., перераб. и доп. - М. : Транспорт, 1980. - 328 с. : ил. 66, табл. 27. - 19 000 экз. - (в пер.) : 3.36 р.[2]